# Santuario de Nuestra Señora de los Dolores de Chandavila
El Santuario de Nuestra Señora de los Dolores de Chandavila es un santuario mariano localizado en el municipio de La Codosera, provincia de Badajoz, Extremadura, en España.

## Historia

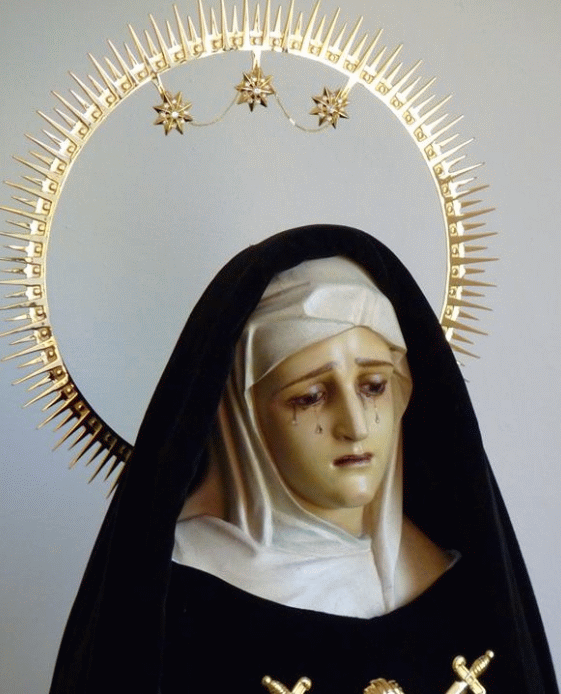
Nuestra Señora de los Dolores de Chandavila

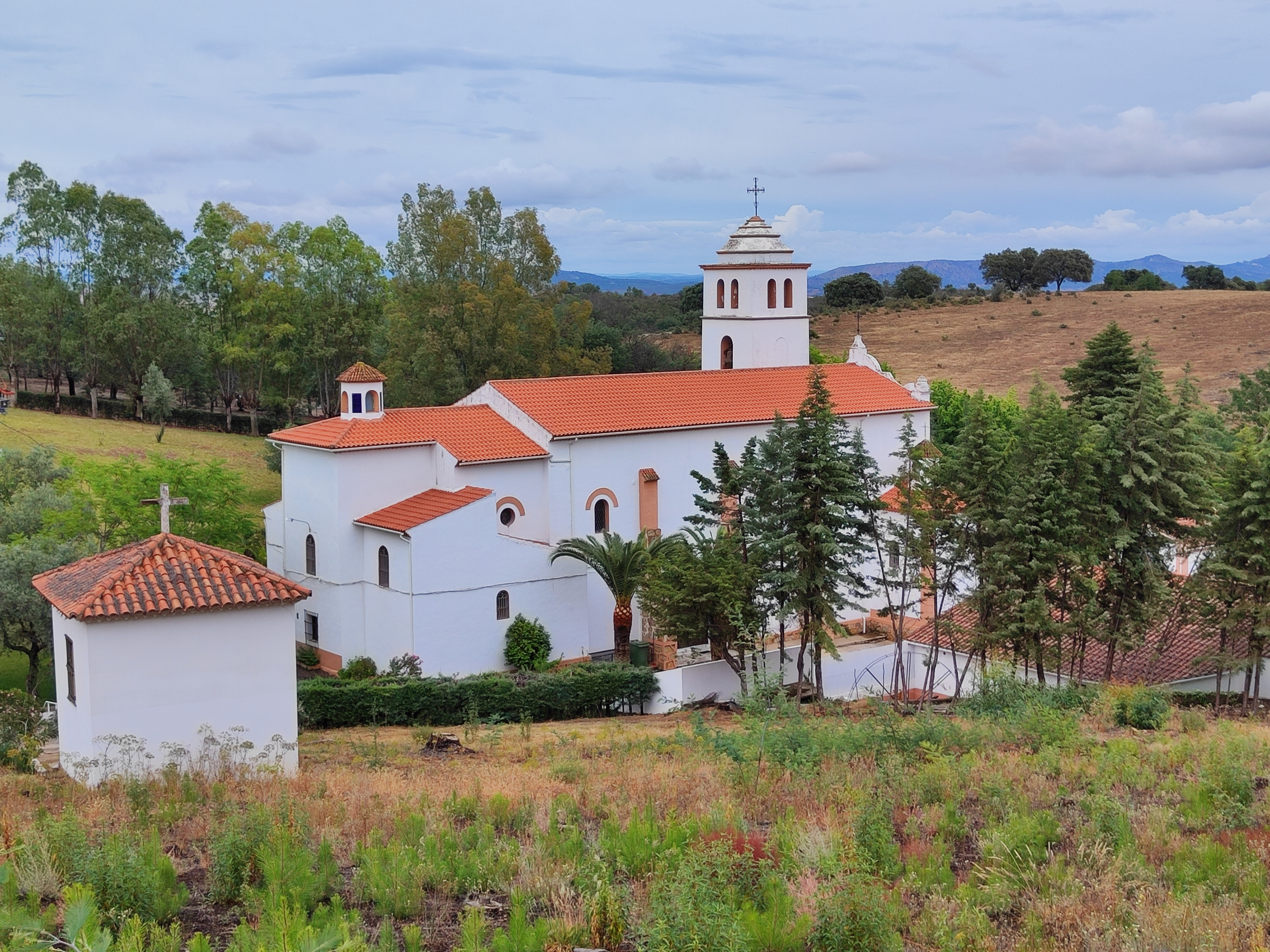
El santuario mariano

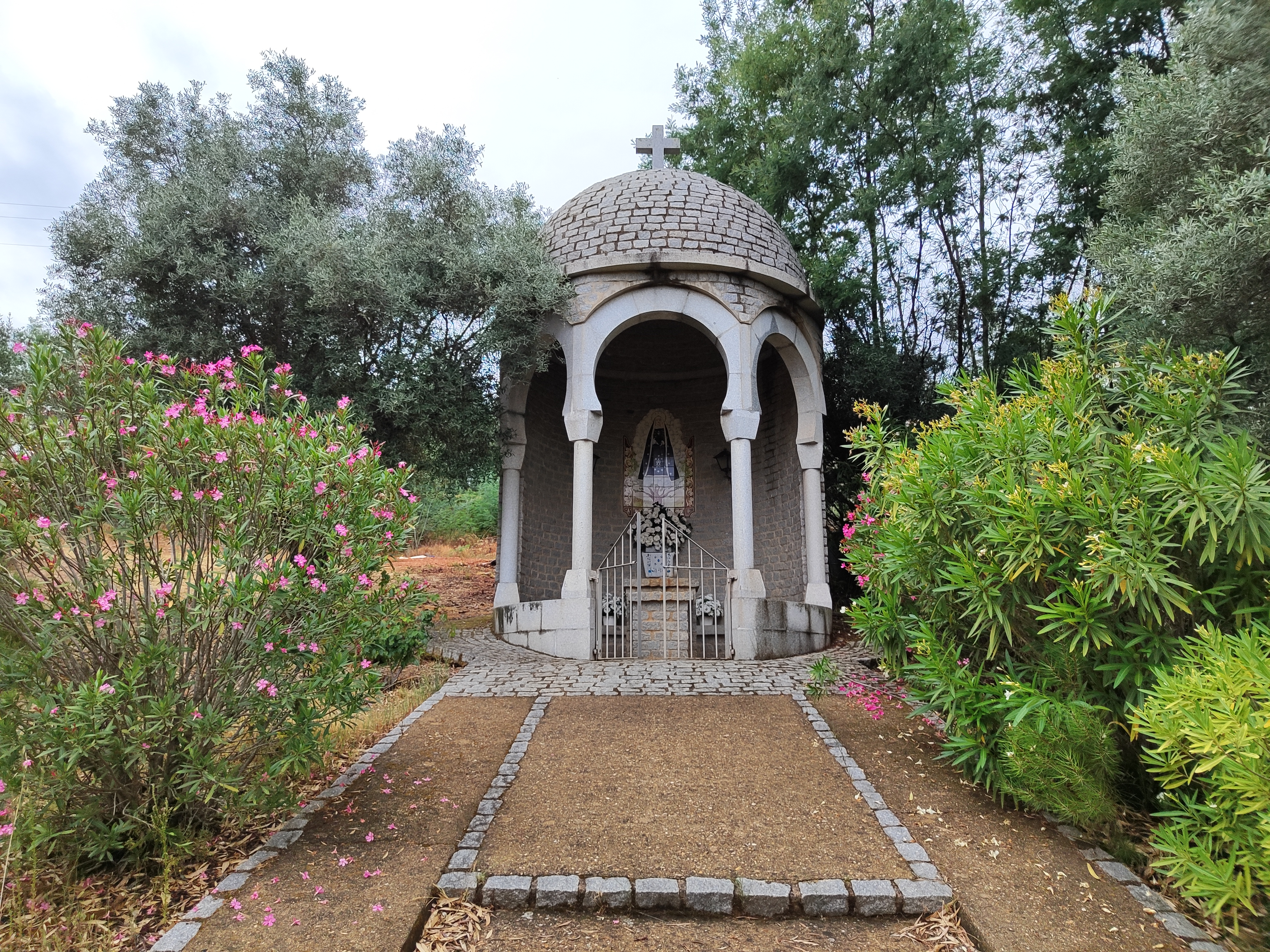
Capilla con pozo en el Santuario de Chandavila

Es un santuario mariano ubicado en el lugar en el que dos niñas, Marcelina Barroso Expósito (hoy monja en un convento de clausura) y Afra Brígido Blanco, afirmaron haber presenciado varias apariciones de la Bienaventurada Virgen María bajo la advocación de Virgen Dolorosa, la primera de ellas el 27 de mayo de 1945.
En mayo de 1947 comenzó a construirse una pequeña capilla donde se encuentra el tronco del castaño donde se manifestó la Virgen, y una iglesia de mayores proporciones, presidida por una imagen de Nuestra Señora de los Dolores.
En 2020 la Santa Sede le concedió Año Santo Jubilar al Santuario, por el 75 aniversario de las apariciones de la Virgen María en ese lugar.
Anualmente, el 27 de mayo tiene lugar una peregrinación religiosa con personas procedentes de España y de Portugal.
El 15 de septiembre de 2024 El Arzobispo de Mérida-Badajoz, Monseñor José Rodríguez Carballo, presidía una misa en la que nombraba el Santuario como Diocesano 